# Каруи, Набиль
Набиль Каруи (араб. نبيل القروي‎; род. 1 августа 1963, Бизерта, Тунис) — тунисский предприниматель и политический деятель, кандидат на президентских выборах 2019 года.

## Биография
Родился 1 августа 1963 года в Бизерте, изучал коммерцию в Марселе. Получив квалификацию в области маркетинга и продаж в многонациональных компаниях, начал профессиональную карьеру на Canal+, который направил его в Северную Африку. Проработав там два года, основал в 1996 году вместе со своим братом Гази рекламное агентство KNRG, а в 2002 году — Karoui & Karoui World. Возглавляемая Набилем компания открыла свои представительства в Алжире, Эр-Рияде, Хартуме, Нуакшоте и Триполи, а в 2009 году Каруи возглавил также телевизионное подразделение — Nessma.
С началом революции 2011 года Каруи превратил Nessma в информационный канал, предоставив трибуну противникам официальных властей, в том числе видному диссиденту Эс-Себси, который в 2014 году победил на президентских выборах. Каруи вступил в президентскую партию «Нидаа Тунис», но в 2015 году был обвинён в использовании своего телеканала для безудержного рекламирования правящей партии. В 2016 году неправительственная организация Transparency International обвинила Каруи в отмывании денег и уклонении от уплаты налогов.
23 августа 2019 года Каруи, будучи, согласно опросам общественного мнения, одним из фаворитов назначенных на 15 сентября президентских выборов, был арестован в городе Беджа, где он открывал отделение своей партии «Сердце Туниса» — ему предъявили обвинения в отмывании денег и уклонении от налогов.
После ареста кандидата его президентскую кампанию возглавила жена — Сальва Смауи (Salwa Smaoui).
13 сентября кассационный суд отклонил просьбу об освобождении с формулировкой, по утверждению партии «Сердце Туниса», что дело не находится в его юрисдикции. Тунисская лига прав человека осудила арест и назвала его проявлением возможной политизации судебной системы Туниса.
15 сентября 2019 года Каруи получил в первом туре выборов 15,7 % голосов и вместе с Каисом Саидом вышел во второй тур, выбив из дальнейшей борьбы кандидата исламистской Партии возрождения Абдельфатаха Муру (12,9 %).
6 октября 2019 года состоялись выборы в тунисский парламент — Собрание народных представителей Туниса, которые ознаменовались поражением правящей партии «Нидаа Тунис». Однако, результат одержавшей победу умеренной исламистской Партии возрождения тоже был далёк от 109 мест, необходимых для получения абсолютного большинства. При этом партия Каруи «Сердце Туниса» оказалась второй, но обе основные политические силы нового созыва парламента отказались от коалиционного соглашения друг с другом, что создало ситуацию неопределённости в вопросе формирования нового правительства.
9 октября 2019 года Каруи освобождён из заключения (в пятницу 11 октября предвыборная кампания второго тура завершилась).
13 октября 2019 года состоялся второй тур президентских выборов, и 14 октября избирательная комиссия Туниса объявила об убедительной победе Каиса Саида с результатом 72,71 %. Каруи признал своё поражение.
Отбыв в Тунисе более шести месяцев заключения по обвинениям в отмывании денег и уклонении от уплаты налогов был освобождён 15 июня 2021 года, а 29 августа 2021 года вместе с братом, депутатом парламента Гази Каруи, арестован в Алжире за незаконный въезд на территорию (25 июля президент Каис Саид приостановил деятельность парламента).